# Sociedad Filarmónica de Bruselas
La Sociedad Filarmónica de Bruselas, “Société Philharmonique de Bruxelles”, es la sociedad antecesora al actual departamento de música BOZAR MUSIC, con sede en el BOZAR, (Palais des Beaux-Arts de Bruselas). Fundada en 1927, ha sido una de las organizaciones principales de la promoción de la actividad musical y de la música contemporánea en Bruselas durante la mayor parte del siglo XX. En la actualidad se encarga de gestionar y programar los conciertos en las salas del BOZAR, con especial interés en velar por los músicos jóvenes.

## Historia
Fue fundada en 1927 por el mecenas, músico y empresario Henry Le Boeuf, con la finalidad de organizar conciertos en Bruselas,  dar apoyo a los jóvenes músicos y promover la música contemporánea. A partir de 1928 se instala en el seno del “Palais de Beaux-Arts de Bruxelles”, (inaugurado ese mismo año y promovido por el mismo Le Boeuf), donde se hace cargo de la programación de conciertos del recinto.
Desde 1931 se hace cargo de la programación de la Orquesta Sinfónica de Bruselas. En 1936 la orquesta se remolda y pasa a nombrarse Orquesta Nacional de Bélgica, interpretando 81 conciertos su primera temporada.
Pasando por diversas etapas ha sido la sociedad encargada de las programaciones de las orquesta residente entre otras, manteniendo el equilibrio entre los gustos del público y promoviendo la música contemporánea en la capital.
En 2002 el palacio se convierte en la institución federal Palais de Beaux-Arts S.A, con nombre BOZAR (como era conocido informalmente el teatro debido a la pronunciación en francés) y la sociedad le vende sus derechos y actividades de organización de conciertos. La sociedad permanece activa a través de la fundación EUPHONIA, pasa a ser nombre de marca BOZAR MUSIC, y es el departamento de música y uno de los 7 departamentos artísticos del teatro. Actualmente dirigida por Paul Dujardin.

## Directores
- 1927 → Henry Le Boeuf
- 1930 → Marcel Cuvelier
- 1959 → Jacques Vanden Branden
- 1970 → Hervé Thys, Godfried Willem (programador)
- 1992 → Paul Dujardin, Christine Renard (programador)
- 2014 → Paul Dujardin, Christian Fox (programador)